# Regina Protmann
Regina Protmann, död 1613, var en tysk nunna och ordensgrundare. 
Hon blev år 1571 medlem i en katolsk orden. Hon bildade en ny katolsk orden, Sankt Katarinas systrar, och grundade sjukhus och skolor för flickor i Braunsberg. 
Hon förklarades 1996 vördnadsvärd av katolska kyrkan.